# Ocell del paradís blau
L'ocell del paradís blau (Paradisornis rudolphi) és un ocell de la família dels paradiseids (Paradisaeidae) i única espècie del gènere Paradisornis Finsch et Meyer, A.B., 1886.

## Hàbitat i distribució
Habita boscos de les muntanyes del centre i sud-est de Nova Guinea.

## Taxonomia
Classificat al gènere Paradisaea recentment ha estat ubicat al seu propi gènere arran Beehlet et Pratt (2016)